# Battleship Potemkin
Battleship Potemkin é um álbum pertencente à banda sonora do filme Bronenosets Potyomkin de 1925. Foi lançado a 5 de Setembro de 2005.
O disco foi interpretado por Pet Shop Boys e pela filarmónica de Dresden.
| Críticas profissionais                                                      | Críticas profissionais |
| Avaliações da crítica                                                       | Avaliações da crítica  |
| Fonte                                                                       | Avaliação              |
| --------------------------------------------------------------------------- | ---------------------- |
| allmusic                                                                    | [ 1 ]                  |
| Virgin.net                                                                  | [ 2 ]                  |
| Drowned in Sound                                                            | (Favorável)            |
| Esta tabela precisa de ser acompanhada por texto em prosa. Consulte o guia. |                        |

## Faixas
1. "'Comrades!'" – 3:52
2. "Men and maggots" – 4:57
3. "Our daily bread" – 0:52
4. "Drama in the harbour" – 9:00
5. "Nyet" – 6:14
6. "To the shore" – 3:12
7. "Odessa" – 6:50
8. "No time for tears" – 4:32
9. "To the battleship" – 4:34
10. "After all (The Odessa Staircase)" – 7:23
11. "Stormy meetings" – 1:31
12. "Night falls" – 5:55
13. "Full steam ahead" – 1:50
14. "The squadron" – 4:24
15. "For freedom" – 3:17

## Créditos
- Neil Tennant
- Chris Lowe